# Macrosphenus flavicans
Macrosphenus flavicans е вид птица от семейство Macrosphenidae.

## Разпространение
Видът е разпространен в Ангола, Габон, Екваториална Гвинея, Камерун, Република Конго, Демократична република Конго, Нигерия, Судан, Танзания, Уганда, Централноафриканската република и Южен Судан.